# ميكي فايفر
ميكي فايفر (بالإنجليزية: Mekhi Phifer)‏ هو منتج أفلام وكاتب سيناريو ومخرج وممثل أمريكي، ولد في 29 ديسمبر 1974 بنيويورك في الولايات المتحدة.

## أعمال

### أفلام
- (2000) شافت[5]
- (2002) 8 أميال[6]
- (2003) عسل[7]
- (2004) ظهور الموتى[8]
- (2014) مختلفة[9][10]
- (2015)  متمردة[11]
- (2016)  المخلصة[12][13]

### مسلسلات
- اكذب علي
- تردد

## وصلات خارجية
- ميكي فايفر على موقع IMDb (الإنجليزية)
- ميكي فايفر على موقع روتن توميتوز (الإنجليزية)
- ميكي فايفر على موقع ألو سيني (الفرنسية)
- ميكي فايفر على موقع ميوزك برينز (الإنجليزية)
- ميكي فايفر على موقع أول موفي (الإنجليزية)
- ميكي فايفر على موقع قاعدة بيانات برودواي على الإنترنت (الإنجليزية)
- ميكي فايفر على موقع قاعدة بيانات الأفلام السويدية (السويدية)
- ميكي فايفر على موقع إن إن دي بي (الإنجليزية)
- ميكي فايفر على موقع ديسكوغز (الإنجليزية)
- ميكي فايفر على موقع قاعدة بيانات الفيلم (الإنجليزية)